# سالم الأبيض
سالم الأبيض (جرجيس، 14 مارس 1964) سياسي وأستاذ علم اجتماع بالجامعات التونسية. شغل منصب وزير التربية في حكومة علي العريض من 13 مارس 2013 إلى 29 جانفي 2014.

## تكوينه

غلاف كتاب تاريخ شبه جزيرة جرجيس

ولد في عائلة تتركب من ثمانية أبناء. وقد درس تعليمه الابتدائي والثانوي بجرجيس، حتى نال شهادة الباكالوريا آداب عام 1984. درس علم الاجتماع بكلية العلوم الإنسانية والاجتماعية بتونس وأحرز على الأستاذية عام 1992، ثم ناقش رسالة الكفاءة في البحث وكان موضوعها «القبيلة ومقاومة الاستعمار: دراسة سوسيولوجية في قبائل أقصى الجنوب التونسي». وفي عام 1999 ناقش أطروحة الدكتوراه في علم الاجتماع تحت عنوان «المجتمع القبلي وتأثير التحولات الاقتصادية والاجتماعية في أقصى الجنوب التونسي: شبه جزيرة جرجيس نموذجا».

## الجامعي

غلاف كتاب الهوية: الإسلام، العروبة، التونسة

عمل أستاذا للتعليم الثانوي فيما بين 1995 و2000، وقد أوقف عن العمل خلال ذلك نتيجة مواقفه السياسية وأنشطته النقابية. وفي عام 2000 انتدب برتبة أستاذ مساعد لتدريس علم الاجتماع بالمعهد العالي للعلوم الإنسانية بتونس التابع لجامعة تونس المنار، كما أمن التدريس بعدد من المؤسسات الجامعية الأخرى. وفي عام 2008 ناقش ملف التأهيل الجامعي للإشراف على بحوث الماجستير والدكتوراه ومناقشة ملفات المترشحين، ليرتقي إلى خطة أستاذ محاضر في علم الاجتماع السياسي وفي مطلع سنة 2014 حصل على رتبة أستاذ التعليم العالي وهي الرتبة الأعلى في سلم الترقيات العلمية في الجامعات التونسية. وترأس خلال ذلك لجنة انتداب الأساتذة المساعدين اختصاص علم الاجتماع في دورتي 2012 و2013 بعد أن كان عضوا بنفس اللجنة في دورة 2011، وعضو لجنة انتداب الباحثين (مساعدين) الملحقين بالمعهد الوطني للتراث اختصاص اثنوغرافيا وانثروبولوجيا دورة 2012، وعضو اللجنة القطاعية المكلفة بالنظر في برامج شعبة علم الاجتماع بالجامعة التونسية، وعضو لجنة ماجستير علم الاجتماع والتنمية بالمعهد العالي للعلوم الإنسانية بتونس وعضو لجنة الماجستير والدكتوراه والتأهيل قسم علم الاجتماع كلية العلوم الإنسانية والاجتماعية بتونس، وهو بالإضافة إلى ذلك عضو وحدة بحث «القرى والمجموعات الريفية بتونس»، وعضو الهيئة العلمية الاستشارية لمجلة المقدمة، وهي مجلة الجمعية التونسية لعلم الاجتماع والمنسق العلمي للعدد الثاني، وعضو الهيئة العلمية لمجلة مقابسات الدورية التي يصدرها المعهد العالي للعلوم الإنسانية بتونس

## السياسي
برز خلال حياته الطلابية في التيار القومي  وهو من المدافعين عن التوجه القومي العروبي الإسلامي. وبرز آنذاك كأحد أبرز رموز وقيادات تيار الطلبة العرب التقدميون الوحدويون الذي كان ناشطا في الحركة الطلابية بين 1977 و1992. وعلى خلفية ذلك وقع اعتقاله وسجنه وتجنيده بين عامي 1986 و1987 في رجيم معتوق بالصحراء التونسية. وقد برز بعد ذلك بمواقفه الداعمة للهوية العربية الإسلامية. كما برز بعد الثورة على الساحة الإعلامية سواء بالقنوات التلفزية التونسية والعربية أو بالإذاعات وله مساهمات في الصحافة المكتوبة، وخاصة على أعمدة جريدة الحصاد الأسبوعي. أسندت إليه منذ 13 مارس 2013 وزارة التربية في حكومة علي العريض. فاز بمقعد في مجلس نواب الشعب في الانتخابات التشريعية التي جرت في تونس في 26 أكتوبر 2014 عن دائرة مدنين ممثلا لحركة الشعب 

## المثقف والباحث

غلاف كتاب التعليم والإصلاح

نظم بمدينة جرجيس منذ العام 2000 سلسلة من الندوات السنوية بلغ عددها 11 ندوة، وأشرف على إصدار أعمالها التي صدرت تحت العناوين التالية:
- 2005, تاريخ المجتمع المحلي وثقافته، منشورات اللجنة الثقافية المحلية بجرجيس.
- 2005, المدينة في المجتمع المحلي، منشورات اللجنة الثقافية المحلية بجرجيس.
- 2006, أنسنة التكنولوجيا، منشورات اللجنة الثقافية المحلية بجرجيس.
- 2008, التعليم والإصلاح، منشورات اللجنة الثقافية المحلية بجرجيس.
- 2008, الدين والمعتقد، منشورات اللجنة الثقافية المحلية بجرجيس.
- 2009, المهن، منشورات اللجنة الثقافية المحلية بجرجيس.

## مؤلفاته

غلاف كتاب مجتمع القبيلة

صدرت له العديد من المساهمات في مجلات علمية متخصصة وفي كتب جماعية بتونس وبيروت والقاهرة والجزائر والدوحة والخرطوم، بالإضافة إلى صدور الكتب التالية:
- 2017, «الطلبة العرب التقدميون الوحدويون، نشأة التيار القومي التقدمي ونضالاته التاريخية (مع محمد ضيف الله)» سوتيميديا للنشر، 354 ص
- 2013, «تونس: الثورة في زمن الهيمنة» منشورات مؤسسة الحصاد، 389 ص.
- 2011, أزمة الجامعة التونسية، منشورات المركز العربي للدراسات السياسية والاجتماعية، 107 ص.
- 2011, الأقلية البربرية في تونس، المركز العربي للدراسات السياسية والاجتماعية، 187 ص.
- 2009, الهوية: الإسلام، العروبة، التونسة'، مركز دراسات الوحدة العربية بيروت لبنان، 288 ص.
- 2006, 'مجتمع القبيلة البناء الاجتماعي وتحولاته في تونس – دراسة في قبيلة عكارة، المغاربية للنشر تونس 504 ص.
- 2001, تاريخ شبه جزيرة جرجيس، الشركة العامة للطباعة، 250 ص.

http://www.caus.org.lb/PDF/EmagazineArticles/mustaqbal_427_salmlabied.pdf==مراجع==
1. ↑  سيرة سالم الأبيض من موقع الإذاعة التونسية نسخة محفوظة 16 مارس 2014 على موقع واي باك مشين.
2. ↑  "قراءة في حكومة" العريض":"التكتل" و"المؤتمر" يحافظان على حضورهما والتكنوقراط بدل المغادرين"، التونسية في 9 مارس 2013 نسخة محفوظة 23 سبتمبر 2015 على موقع واي باك مشين.
3. ↑  "الوزراء الجدد أدوا اليمين الدستورية أمام رئيس الجمهورية"، الصباح في 14 مارس 2013 [وصلة مكسورة] نسخة محفوظة 12 مايو 2020 على موقع واي باك مشين.